# Хюзинг, Оливер
Оливер Хюзинг (нем. Oliver Hüsing; 17 февраля 1993, Бюрен, Нижняя Саксония) — немецкий футболист, защитник.

## Карьера
До 2004 года занимался футболом в родном Бюрене, затем перешёл в школу бременского «Вердера». Выступал за молодёжные команды «Вердера», в 2012 году был переведен во вторую команду. 1 апреля 2014 года подписал профессиональный контракт до 2017 года, а 17 декабря дебютировал за основную команду в матче против мёнхенгладбахской «Боруссии». 29 января на правах аренды перешёл в «Ганзу», провёл в её составе 16 матчей и помог клубу остаться в Третьей лиге.